# Jenske Steenwijk
Jenske Steenwijk (* 8. November 2004) ist eine niederländische Fußballspielerin.

## Karriere
Steenwijk begann in Emmen beim dort ansässigen VV Emmen mit dem Vereinsfußball. Im Alter von 14 Jahren wurde sie vom SV Meppen verpflichtet, in deren B-Jugendmannschaft sie von 2018 bis 2021 in insgesamt 33 Punktspielen eingesetzt wurde und zwei Tore erzielte.
Sie rückte zur Saison 2021/22 in die Erste Mannschaft auf, für die sie ihr Pflichtspieldebüt am 15. August 2021 (1. Spieltag) beim 5:0-Sieg im Heimspiel gegen den Zweitliganeuling SV Elversberg mit Einwechslung  für Bianca Becker in der 83. Minute gab. Eine Woche später folgte ihr Debüt im Wettbewerb um den DFB-Pokal; beim 3:0-Sieg über den Magdeburger FFC kam sie in der 1. Runde in der 72. Minute für Toma Ihlenburg zum Einsatz. In elf Punktspielen trug sie zur Meisterschaft in der Spielklasse und dem damit verbundenen Aufstieg in die Bundesliga bei. Ihr Debüt in der höchsten Spielklasse im deutschen Frauenfußball erlebte sie am 25. September 2022 (2. Spieltag) bei der 0:1-Niederlage im Auswärtsspiel gegen die SGS Essen ab der 78. Minute, als sie für Lydia Andrade eingewechselt wurde.

## Erfolge
- Meister 2. Bundesliga 2022 und Aufstieg in die Bundesliga